# Broomwaterstofzuur
Broomwaterstofzuur is de benaming voor een waterige oplossing van het gas waterstofbromide. Het is een vaak gebruikt reagens in de scheikunde. Broomwaterstofzuur is een sterk anorganisch zuur dat corrosief is. Het is commercieel beschikbaar in verschillende concentraties.

## Synthese
In het laboratorium kan broomwaterstofzuur bereid worden door de reductie van dibroom met zwaveldioxide in water:
{\displaystyle {\ce {Br2 + SO2 + 2H2O -> 2HBr + H2SO4}}}
Aangezien deze synthese vrij omslachtig is, doordat met een gas (zwaveldioxide) en een vluchtige vloeistof (dibroom) moet worden gewerkt, wordt doorgaans eerst het watervrije waterstofbromide bereid, dat vervolgens wordt opgelost in water. Een veel toegepaste methode is de reactie van een waterige oplossing van natrium- of kaliumbromide met fosforzuur of verdund zwavelzuur:
{\displaystyle {\ce {2KBr + H2SO4 -> K2SO4 + 2HBr}}}
Het gevormde waterstofbromide kan worden overgedestilleerd en afgevangen worden in water. Het gebruik van verdund zwavelzuur is noodzakelijk, omdat anders oxidatie van het gevormde waterstofbromide tot dibroom optreedt:
{\displaystyle {\ce {2HBr + H2SO4 -> Br2 + SO2 + 2H2O}}}

## Eigenschappen
Waterstofbromide is bij kamertemperatuur een gas, maar het wordt vrijwel uitsluitend toegepast als waterige oplossing. De oplosbaarheid van waterstofbromide in water is relatief groot (wegens de polariteit van de binding), maar neemt bij verhoging van de temperatuur af. Bij kamertemperatuur bedraagt het gewichtspercentage van de meest geconcentreerde oplossing 68,85%. Een waterige oplossing met een gewichtspercentage van 47,6% vormt een omgekeerde azeotroop, die kookt bij 124,3 °C.
De oplosbaarheid kan verklaard worden door de zuur-basereacties die optreden wanneer waterstofbromide en water met elkaar in contact worden gebracht:
{\displaystyle {\ce {HBr + H2O -> H3O+ + Br-}}}
Water, dat met een pKa van 16 een veel minder sterk zuur is dan waterstofbromide, wordt geprotoneerd tot het hydroxonium-ion. Een gelijkaardige reactie is deze met alcoholen, zoals methanol:
{\displaystyle {\ce {HBr + CH3OH -> CH3OH2+ + Br-}}}
Een geconcentreerde oplossing van waterstofbromide is een sterk anorganisch zuur dat in tegenstelling tot salpeterzuur of zwavelzuur geen sterke oxidator is.

## Toepassingen
Broomwaterstofzuur wordt veelvuldig toegepast in allerhande omstandigheden. In het laboratorium wordt het gebruikt als uitgangsproduct tijdens de productie van anorganische stoffen. Zo wordt het gebruikt voor de bereiding van zinkbromide, natriumbromide en calciumbromide.
In de organische synthese wordt het zuur aangewend bij de bereiding van organobroomverbindingen. Bepaalde ethers en de furaanring kunnen geplitst worden onder invloed van broomwaterstofzuur. Op industriële schaal worden onder meer allylbromide en broomazijnzuur bereid met behulp van broomwaterstofzuur.

## Toxicologie en veiligheid
Geconcentreerd broomwaterstofzuur, met een concentratie van meer dan 40%, kan corrosieve dampen van waterstofbromide verspreiden. Deze kunnen de huid aantasten en hevige brandwonden veroorzaken. De oplossing is irriterend en corrosief voor de ogen en de luchtwegen. Bij inslikken kan het de keel en de slokdarm beschadigen.